# Tour der British Lions nach Neuseeland 1983
| Tour der British Lions nach Neuseeland 1983 | Tour der British Lions nach Neuseeland 1983 | Tour der British Lions nach Neuseeland 1983 | Tour der British Lions nach Neuseeland 1983 | Tour der British Lions nach Neuseeland 1983 |
| Übersicht                                   | S                                           | G                                           | U                                           | N                                           |
| ------------------------------------------- | ------------------------------------------- | ------------------------------------------- | ------------------------------------------- | ------------------------------------------- |
| Test Matches                                | 04                                          | 0                                           | 0                                           | 4                                           |
| Sonstige Spiele                             | 14                                          | 12                                          | 0                                           | 2                                           |
| Gesamt                                      | 18                                          | 12                                          | 0                                           | 6                                           |
|                                             |                                             |                                             |                                             |                                             |
| Neuseeland                                  | 04                                          | 0                                           | 0                                           | 4                                           |

Die Tour der British Lions nach Neuseeland 1983 war eine Rugby-Union-Tour der als British Lions bezeichneten Auswahlmannschaft (heute British and Irish Lions). Sie reiste von Mai bis Juli 1983 durch Neuseeland und bestritt während dieser Zeit 18 Spiele. Es standen vier Test Matches gegen die neuseeländische Nationalmannschaft auf dem Programm, die alle mit Niederlagen endeten. In den Spielen gegen regionale Auswahlteams standen zwölf Siege und zwei Niederlagen zu Buche.

## Ereignisse
Im Vergleich zur Neuseeland-Tour 1977 umfasste diese Tour der Lions acht Spiele weniger. Einerseits standen aus diesem Grund mehr Spieler zur Verfügung, andererseits gab es weniger Gelegenheiten vor dem ersten Test Match, um die geeignete taktische Ausrichtung der Mannschaft zu finden. Darüber hinaus beurteilten etliche Experten den Spielplan als sehr streng. Insgesamt mussten im Verlauf der Tour sechs zusätzliche Spieler eingeflogen werden, um verletzte Spieler zu ersetzen. Zu Beginn der 1980er Jahre galt das britische Rugby als taktisch veraltet, insbesondere im Vergleich zu den Neuseeländern. Diese zeigte sich gleich im zweiten Spiel, als die Lions gegen die Auswahl der Auckland Rugby Football Union eine 12:13-Niederlage hinnehmen mussten. Im ersten Test Match gegen die All Blacks lagen sie zur Halbzeit zwar mit 9:6 vorne, verloren das Spiel aber schließlich mit 12:16. Nach zwei weiteren Niederlagen war der Ausgang der Serie zugunsten der Gastgeber entschieden. Im vierten und letzten Test Match gingen die Lions mit 6:38 regelrecht unter; es handelte sich um ihre bis heute schwerste Niederlage gegen eine Nationalmannschaft.

## Spielplan
- Hintergrundfarbe grün = Sieg
- Hintergrundfarbe rot = Niederlage

(Test Matches sind grau unterlegt; Ergebnisse aus der Sicht der Lions)
| #  | Datum         | Gegner                              | Ort              | Stadion                       | Ergebnis |
| -- | ------------- | ----------------------------------- | ---------------- | ----------------------------- | -------- |
| 01 | 14. Mai 1983  | Wanganui Rugby Football Union       | Wanganui         | Spriggens Park                | 47:15    |
| 02 | 18. Mai 1983  | Auckland Rugby Football Union       | Auckland         | Eden Park                     | 12:13    |
| 03 | 21. Mai 1983  | Bay of Plenty Rugby Union           | Rotorua          | Rotorua International Stadium | 34:16    |
| 04 | 25. Mai 1983  | Wellington Rugby Football Union     | Wellington       | Athletic Park                 | 27:19    |
| 05 | 28. Mai 1983  | Manawatu Rugby Union                | Palmerston North | Palmerston Oval               | 25:18    |
| 06 | 31. Mai 1983  | Mid Canterbury Rugby Football Union | Ashburton        | Ashburton Showgrounds         | 26:6     |
| 07 | 04. Juni 1983 | Neuseeland                          | Christchurch     | Lancaster Park                | 12:16    |
| 08 | 08. Juni 1983 | West Coast Rugby Football Union     | Greymouth        | Rugby Park                    | 52:16    |
| 09 | 11. Juni 1983 | Southland Rugby                     | Invercargill     | Rugby Park Stadium            | 41:3     |
| 10 | 14. Juni 1983 | Wairarapa Bush Rugby Football Union | Masterton        | Memorial Park                 | 57:10    |
| 11 | 18. Juni 1983 | Neuseeland                          | Wellington       | Athletic Park                 | 0:9      |
| 12 | 25. Juni 1983 | North Auckland Rugby Football Union | Whangārei        | Okara Park                    | 21:12    |
| 13 | 28. Juni 1983 | Canterbury Rugby Football Union     | Christchurch     | Lancaster Park                | 20:22    |
| 14 | 02. Juli 1983 | Neuseeland                          | Dunedin          | Carisbrook                    | 8:15     |
| 15 | 06. Juli 1983 | Hawke’s Bay Rugby Union             | Napier           | McLean Park                   | 25:19    |
| 16 | 09. Juli 1983 | Counties Manukau Rugby Union        | Pukekohe         | Pukekohe Stadium              | 25:16    |
| 17 | 12. Juli 1983 | Waikato Rugby Union                 | Hamilton         | Rugby Park                    | 40:13    |
| 18 | 16. Juli 1983 | Neuseeland                          | Auckland         | Eden Park                     | 6:38     |

## Test Matches
| 4. Juni 1983 14:30 NZST | Neuseeland                                               | 16 : 12       | British Lions                                 | Lancaster Park, Christchurch Zuschauer: 44.000 Schiedsrichter: Francis Palmade (Frankreich) |
| 4. Juni 1983 14:30 NZST | Versuche: Shaw Straftritte: Hewson (3) Dropgoals: Hewson | (6:9) Bericht | Straftritte: Campbell (3) Dropgoals: Campbell | Lancaster Park, Christchurch Zuschauer: 44.000 Schiedsrichter: Francis Palmade (Frankreich) |

Aufstellungen:
- Neuseeland: John Ashworth, Andy Dalton , Ian Dunn, Bernie Fraser, Andy Haden, Allan Hewson, Jock Hobbs, Gary Knight, David Loveridge, Murray Mexted, Steve Pokere, Mark Shaw, Warwick Taylor, Gary Whetton, Stu Wilson
- Lions: Robert Ackerman, Roger Baird, Ollie Campbell, Maurice Colclough, Ciaran Fitzgerald , Terry Holmes, David Irwin, Hugo MacNeill, Bob Norster, Iain Paxton, Graham Price, Trevor Ringland, Jeff Squire, Ian Stephens, Peter Winterbottom 
 Auswechselspieler: Roy Laidlaw

| 18. Juni 1983 14:30 NZST | Neuseeland                                                 | 9 : 0         | British Lions | Athletic Park, Wellington Zuschauer: 40.000 Schiedsrichter: Francis Palmade (Frankreich) |
| 18. Juni 1983 14:30 NZST | Versuche: Loveridge Erhöhungen: Hewson Straftritte: Hewson | (6:0) Bericht |               | Athletic Park, Wellington Zuschauer: 40.000 Schiedsrichter: Francis Palmade (Frankreich) |

Aufstellungen:
- Neuseeland: John Ashworth, Andy Dalton , Bernie Fraser, Andy Haden, Allan Hewson, Jock Hobbs, Gary Knight, David Loveridge, Murray Mexted, Steve Pokere, Mark Shaw, Wayne Smith, Warwick Taylor, Gary Whetton, Stu Wilson
- Lions: Roger Baird, Ollie Campbell, John Carleton, Maurice Colclough, Ciaran Fitzgerald , David Irwin, Staff Jones, Mike Kiernan, Roy Laidlaw, Hugo MacNeill, Bob Norster, John O’Driscoll, Iain Paxton, Graham Price, Peter Winterbottom 
 Auswechselspieler: John Beattie

| 2. Juli 1983 14:30 NZST | Neuseeland                                                  | 15 : 8        | British Lions              | Carisbrook, Dunedin Zuschauer: 30.000 Schiedsrichter: Richard Byres (Australien) |
| 2. Juli 1983 14:30 NZST | Versuche: Wilson Erhöhungen: Hewson Straftritte: Hewson (3) | (6:4) Bericht | Versuche: Baird Rutherford | Carisbrook, Dunedin Zuschauer: 30.000 Schiedsrichter: Richard Byres (Australien) |

Aufstellungen:
- Neuseeland: John Ashworth, Andy Dalton , Bernie Fraser, Andy Haden, Allan Hewson, Jock Hobbs, Gary Knight, David Loveridge, Murray Mexted, Steve Pokere, Mark Shaw, Wayne Smith, Warwick Taylor, Gary Whetton, Stu Wilson 
 Auswechselspieler: Arthur Stone
- Lions: Steve Bainbridge, Roger Baird, Jim Calder, Ollie Campbell, John Carleton, Maurice Colclough, Gwyn Evans, Ciaran Fitzgerald , Staff Jones, Mike Kiernan, Roy Laidlaw, Iain Paxton, Graham Price, John Rutherford, Peter Winterbottom

| 16. Juli 1983 14:30 NZST | Neuseeland                                                                             | 38 : 6         | British Lions               | Eden Park, Auckland Zuschauer: 54.000 Schiedsrichter: Richard Byres (Australien) |
| 16. Juli 1983 14:30 NZST | Versuche: Haden Hewson Hobbs Wilson (3) Erhöhungen: Hewson (4) Straftritte: Hewson (2) | (16:3) Bericht | Straftritte: Campbell Evans | Eden Park, Auckland Zuschauer: 54.000 Schiedsrichter: Richard Byres (Australien) |

Aufstellungen:
- Neuseeland: John Ashworth, Andy Dalton , Ian Dunn, Bernie Fraser, Andy Haden, Allan Hewson, Jock Hobbs, Gary Knight, David Loveridge, Murray Mexted, Steve Pokere, Mark Shaw, Warwick Taylor, Gary Whetton, Stu Wilson
- Lions: Steve Bainbridge, Roger Baird, Ollie Campbell, John Carleton, Maurice Colclough, Gwyn Evans, Ciaran Fitzgerald , David Irwin, Staff Jones, Mike Kiernan, Roy Laidlaw, John O’Driscoll, Iain Paxton, Graham Price, Peter Winterbottom 
 Auswechselspieler: Robert Ackerman, Hugo MacNeill

## Kader

### Management
- Tourmanager: Willie John McBride
- Trainer: Jim Telfer
- Kapitän: Ciaran Fitzgerald
- Teamarzt: Donald McLeod
- Physiotherapeut: Kevin Murphy

### Spieler
| Spieler         | Position         | Mannschaft            |
| --------------- | ---------------- | --------------------- |
| Terry Holmes    | Gedrängehalb     | Cardiff RFC           |
| Roy Laidlaw     | Gedrängehalb     | Jed-Forest RFC        |
| Nigel Melville  | Gedrängehalb     | Wasps RFC             |
| Steve Smith     | Gedrängehalb     | Sale Sharks           |
| Ollie Campbell  | Verbindungshalb  | Old Belvedere RFC     |
| John Rutherford | Verbindungshalb  | Selkirk RFC           |
| Robert Ackerman | Innendreiviertel | London Welsh RFC      |
| David Irwin     | Innendreiviertel | Instonians            |
| Mike Kiernan    | Innendreiviertel | Dolphin RFC           |
| Clive Woodward  | Innendreiviertel | Leicester Tigers      |
| Roger Baird     | Außendreiviertel | Kelso RFC             |
| John Carleton   | Außendreiviertel | Orrell RUFC           |
| Trevor Ringland | Außendreiviertel | Ballymena RFC         |
| Gwyn Evans      | Schlussmann      | Maesteg RFC           |
| Dusty Hare      | Schlussmann      | Leicester Tigers      |
| Hugo MacNeill   | Schlussmann      | Oxford University RFC |

| Spieler            | Position             | Mannschaft              |
| ------------------ | -------------------- | ----------------------- |
| Colin Deans        | Hakler               | Hawick RFC              |
| Ciaran Fitzgerald  | Hakler               | St Mary’s College RFC   |
| Staff Jones        | Pfeiler              | Pontypridd RFC          |
| Gerry McLoughlin   | Pfeiler              | Shannon RFC             |
| Iain Milne         | Pfeiler              | Heriot’s RFC            |
| Graham Price       | Pfeiler              | Pontypool RFC           |
| Ian Stephens       | Pfeiler              | Bridgend RFC            |
| Steve Bainbridge   | Zweite-Reihe-Stürmer | Newcastle Falcons       |
| Steve Boyle        | Zweite-Reihe-Stürmer | Gloucester RFC          |
| Maurice Colclough  | Zweite-Reihe-Stürmer | SC Angoulême            |
| Donal Lenihan      | Zweite-Reihe-Stürmer | Cork Constitution       |
| Bob Norster        | Zweite-Reihe-Stürmer | Cardiff RFC             |
| John Beattie       | Flügelstürmer        | Glasgow Academicals RFC |
| Jim Calder         | Flügelstürmer        | Stewart’s Melville RFC  |
| Nick Jeavons       | Flügelstürmer        | Moseley RFC             |
| John O’Driscoll    | Flügelstürmer        | London Irish            |
| Jeff Squire        | Flügelstürmer        | Pontypool RFC           |
| Peter Winterbottom | Flügelstürmer        | Headingley FC           |
| Eddie Butler       | Nummer Acht          | Pontypool RFC           |
| Iain Paxton        | Nummer Acht          | Selkirk RFC             |